# Slavoljub Penkala
Slavoljub Penkala, född 20 april 1871 i Liptószentmiklós, Kungariket Ungern, sedan 1920 Liptovský Mikuláš (i nuvarande Slovakien), död 5 februari 1922 i Zagreb, kroatisk uppfinnare.
Penkala uppfann och patenterade 1907 en reservoarpenna. Pennan blev omåttligt populär och 1911 öppnade han en fabrik på Knez Branimirgatan (kroatiska: Ulica Kneza Branimira) i Zagreb, för att klara av den stora efterfrågan.